# Reda Jaadi
Reda Jaadi (Brussel, 14 februari 1995) is een Marokkaans-Belgische voetballer die sinds augustus 2019 uitkomt voor de Marokkaanse eersteklasser FUS de Rabat. Hij is een middenvelder en speelde tot 2015 voor Standard Luik. Hij is de broer van voetballer Nabil Jaadi.

## Carrière
Reda Jaadi groeide op in Brussel en speelde voor de jeugdelftallen van SCUP Jette en FC Brussels alvorens de overstap te maken naar de jeugdacademie van Standard Luik. In januari 2013 werd hij voor een periode van zes maanden verhuurd aan tweedeklasser Dessel Sport. In het seizoen 2013/14 werd de jonge middenvelder verhuurd aan reeksgenoot CS Visé.
In de zomer van 2014 keerde Jaadi terug naar Luik. Op 24 september 2014 maakte hij in de bekerwedstrijd tegen tweedeklasser KSK Heist zijn officieel debuut voor Standard. Hij mocht toen van trainer Guy Luzon na 74 minuten invallen voor ploeggenoot Tony Watt. Standard won het duel met 0-3. Nadat er bij Standard geen toekomst voor hem was, vond Jaadi in februari 2016 onderdak bij Club Brugge. Ook daar slaagde hij er niet in om door te breken in het eerste elftal. Pas bij KV Mechelen slaagde hij erin om een handvol wedstrijden in de Jupiler Pro League te verzamelen, maar toch volgde de doorbraak pas bij Antwerp FC: in de eerste helft van het seizoen 2017/18 was hij er geregeld basisspeler. Nadien volgde er echter een terugval.
Nadat hij in de heenronde van het seizoen 2018/19 slechts één minuut speeltijd kreeg bij Antwerp, ging Jaadi in januari 2019 zijn geluk beproeven bij Dinamo Boekarest. Van trainer Mircea Rednic mocht hij 14 wedstrijden meespelen. In augustus 2019 maakte hij de overstap naar FUS de Rabat.

## Statistieken
| Seizoen         | Club             | Competitie         | Competitie | Competitie | Play-offs | Play-offs | Beker | Beker | Totaal | Totaal |
| Seizoen         | Club             | Competitie         | Wed.       | Dlp.       | Wed.      | Dlp.      | Wed.  | Dlp.  | Wed.   | Dlp.   |
| --------------- | ---------------- | ------------------ | ---------- | ---------- | --------- | --------- | ----- | ----- | ------ | ------ |
| 2012-2013       | Standard Luik    | Jupiler Pro League | 0          | 0          | 0         | 0         | 0     | 0     | 0      | 0      |
| 2012-2013       | → Dessel Sport   | Tweede klasse      | 1          | 0          | 0         | 0         | 0     | 0     | 1      | 0      |
| 2013-2014       | → CS Visé        | Tweede klasse      | 8          | 0          | 0         | 0         | 1     | 0     | 9      | 0      |
| 2014-2015       | Standard Luik    | Jupiler Pro League | 0          | 0          | 0         | 0         | 1     | 0     | 1      | 0      |
| 2015-2016       | Standard Luik    | Jupiler Pro League | 0          | 0          | 0         | 0         | 0     | 0     | 0      | 0      |
| 2015-2016       | Club Brugge      | Jupiler Pro League | 0          | 0          | 0         | 0         | 0     | 0     | 0      | 0      |
| 2016-2017       | KV Mechelen      | Jupiler Pro League | 6          | 1          | 5         | 1         | 0     | 0     | 11     | 2      |
| 2017-2018       | Royal Antwerp FC | Jupiler Pro League | 17         | 1          | 0         | 0         | 1     | 0     | 18     | 1      |
| 2018-2019       | Royal Antwerp FC | Jupiler Pro League | 1          | 0          | 0         | 0         | 0     | 0     | 1      | 0      |
| 2018-2019       | Dinamo Boekarest | Liga 1             | 14         | 1          | 0         | 0         | 0     | 0     | 14     | 1      |
| 2019-2020       | FUS de Rabat     | Botola Pro         | 26         | 3          | 0         | 0         | 0     | 0     | 26     | 3      |
| 2020-2021       | FUS de Rabat     | Botola Pro         | 17         | 1          | 0         | 0         | 0     | 0     | 17     | 1      |
| 2021-2022       | Wydad Casablanca | Botola Pro         | 18         | 2          | 0         | 0         | 0     | 0     | 18     | 2      |
| 2022-2023       | Wydad Casablanca | Botola Pro         | 12         | 1          | 0         | 0         | 0     | 0     | 12     | 1      |
| Carrière totaal | Carrière totaal  | Carrière totaal    | 118        | 11         | 5         | 1         | 3     | 0     | 126    | 12     |